# Струнинский район
Струнинский район — административно-территориальная единица во Владимирской области РСФСР, существовавшая в 1941—1965 годах. Административный центр — город Струнино.

## История
Район был образован 21 июня 1941 года в составе Ивановской области с центром в городе Струнино путём выделения из части территории Александровского района. В его состав вошли 12 сельсоветов: Антоновский, Арсаковский, Бакшеевский, Долматовский, Дубровский, Дудневский, Каринский, Ново-Воскресенский, Новожиловский, Тирибровский, Успено-Мухановский, Ямский.
5 марта 1943 года территория завода «Красный факел» и посёлок Муханово при нём были переданы из Струнинского района в Загорский район Московской области.
С 14 августа 1944 года Струнинский район в составе вновь образованной Владимирской области.
1 февраля 1963 года был образован Струнинский сельский район в составе 28 сельсоветов: 10 сельсоветов Струнинского района (Антоновский, Арсаковский, Бакшеевский, Долматовский, Дубровский, Дуденевский, Каринский, Лизуновский, Тирибровский, Успено-Мухановский); 9 сельсоветов Киржачского района; 8 сельсоветов пригородной зоны города Александрова и 1 сельсовет пригородной зоны города Кольчугино. Город Струнино вошёл в состав Киржачского промышленного района. В 1964 году 9 сельсоветов были переданы в состав Петушинского сельского района, город Струнино передан в состав Александровского горсовета.
12 января 1965 года Струнинский сельский район был преобразован в Струнинский район и переименован в Александровский в составе 18 сельсоветов, райцентром стал город Александров.